# Albert Vilhelm Bøgh
Albert Vilhelm Bøgh, född 29 april 1843 i Bergen, död 1927, var en norsk skådespelare.
Bøgh debuterade 1871 vid Christiania Theater och verkade från 1876 vid Den Nationale Scene. I början av sin karriär spelade han ofta unga älskare i lustspel, medan han senare i livet ofta spelade myndiga äldre herrar.
Albert Vilhelm Bøgh var son till sorenskriver Ole Bøgh (1810–1872) och Anna Dorothea Sagen (1809–1850). Han var bror till Johan Bøgh.